# Fernão Mendes Pinto
Fernão Mendes Pinto (Montemor-o-Velho, 1510-1514 — Pragal, Almada, 8 de julho de 1583) foi um explorador, mercador e missionário jesuíta português.
Em 2011 foi homenageado, no ano em que se supôs ser o do 500.º aniversário do seu nascimento, numa Moeda comemorativa de 2 euros. A TAP Air Portugal homenageou-o ao atribuir o seu nome a uma das suas aeronaves. Na freguesia do Pragal foi erigida uma escultura homenageando-o. Essa peça escultórica foi inaugurada em 31 de dezembro de 1983 e foi esculpida por António Duarte.

## Biografia

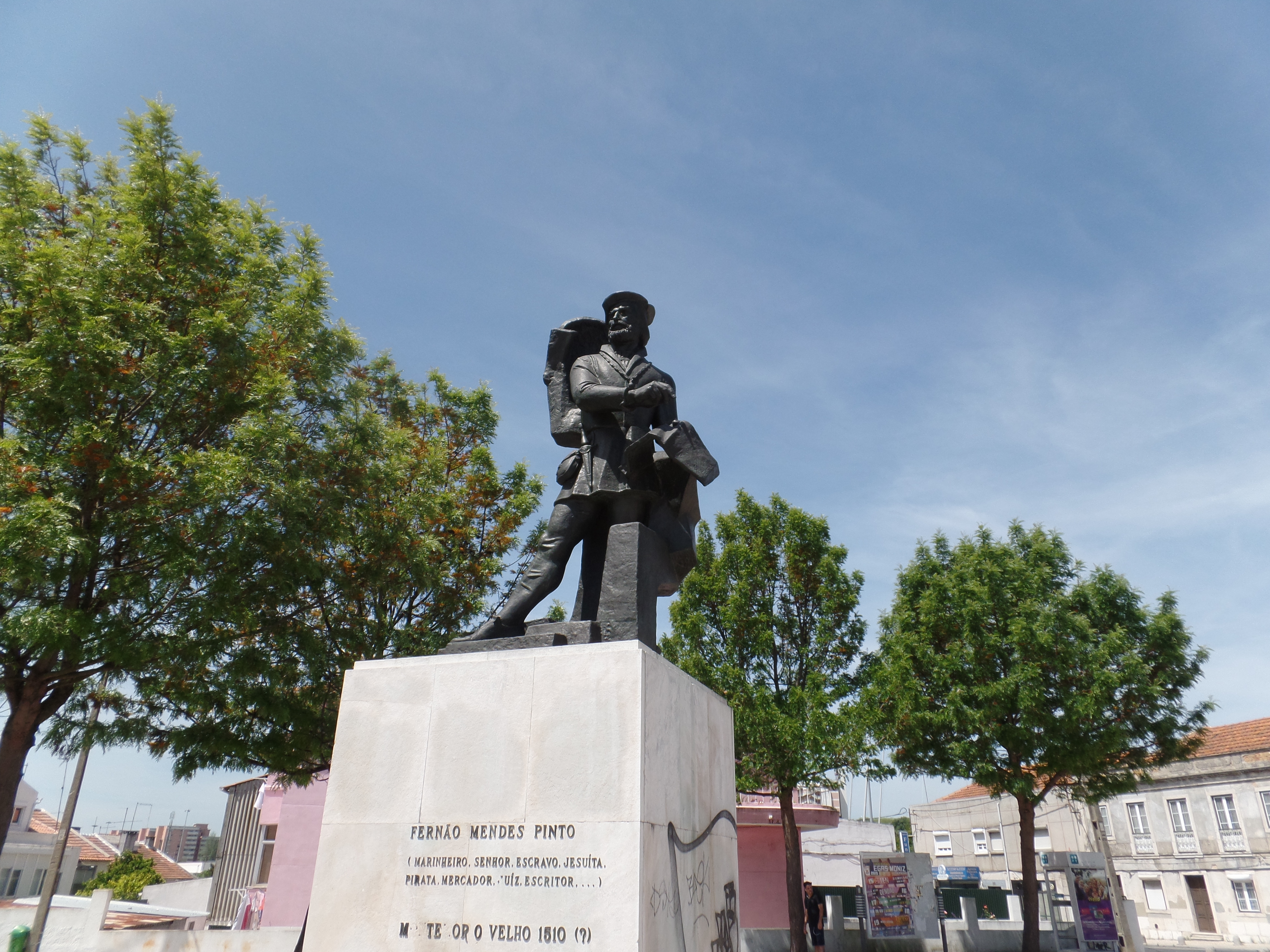
Escultura erigida em memória de Fernão Mendes Pinto, em Almada

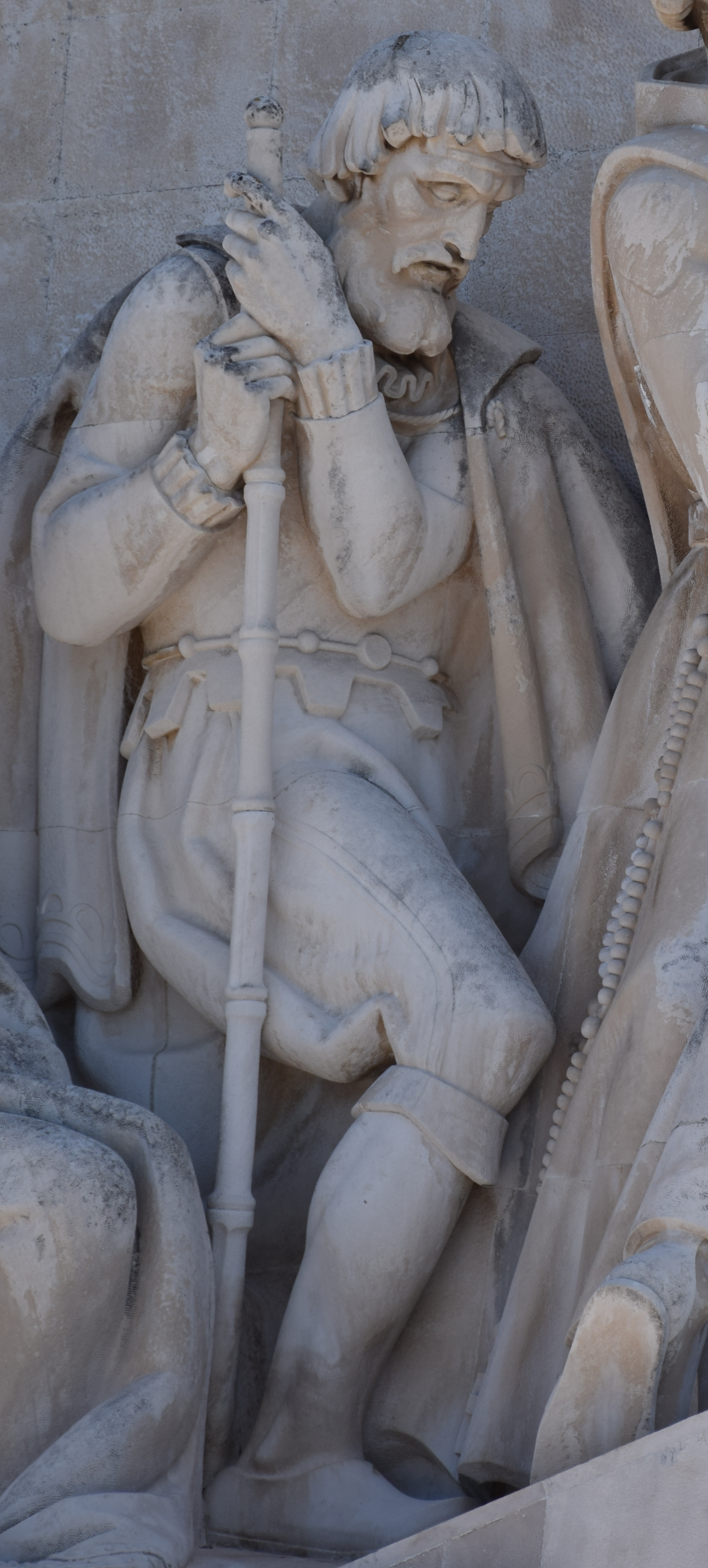
Efígie de Fernão Mendes Pinto no Padrão dos Descobrimentos, em Lisboa

Ainda pequeno, um seu tio levou-o para Lisboa onde o pôs ao serviço na casa de D. Jorge de Lencastre, Duque de Aveiro e Mestre da Ordem de Santiago, filho do rei D. João II. Manteve-se aqui durante cerca de cinco anos, dois dos quais como moço da câmara da Casa do próprio D. Jorge, facto importante para a comprovação da sua descendência duma classe social que contradizia a precária situação económica que a família então detinha.
No início da sua primeira viagem, o seu navio foi atacado por piratas, que deixaram a tripulação e os passageiros respectivos nus e descalços na praia de Melides, onde foram auxiliados por Margarida de Sousa, mulher de Pedro Pantoja, cavaleiro, comendador de Santiago do Cacém e alcaide-mor do castelo de Santiago do Cacém na acima referida Ordem de Santiago, aliás prima-irmã de D. Jorge de Lencastre. Posteriormente, entrou em conhecimento com Francisco de Faria, que servia o mesmo D. Jorge e era filho bastardo do avô paterno de António de Faria, que mais tarde viria a conhecer e a acompanhar.
Em 1537, parte para a Índia, ao encontro dos seus dois irmãos. De acordo com os relatos da sua obra Peregrinação, foi durante uma expedição ao mar Vermelho em 1538, que Mendes Pinto participou num combate naval com os otomanos, onde foi feito prisioneiro e vendido como escravo a um grego e por este a um judeu sefardita, que o levou para Ormuz, onde foi resgatado por portugueses.
Acompanhou a Malaca Pedro de Faria ou Pero de Faria, onde começou por ser mercador de tecidos e donde fez o ponto de partida para as suas aventuras, tendo percorrido, durante 21 acidentados anos, as costas do Pegu, Arracão, Birmânia, Aiutaia, Sucotai, Sunda, Molucas, China e Japão, grande parte desse tempo ao lado do pirata e corsário António de Faria, que andava por capitão de navios em Malaca e era primo em quinto grau de Pedro ou Pero de Faria. Numa das suas viagens a este país conheceu São Francisco Xavier e, influenciado pela sua personalidade, decidiu entrar para a Companhia de Jesus e promover uma missão jesuíta no Japão.
Sabe-se hoje que não fez realmente parte da primeira expedição portuguesa que logrou alcançar o Japão, a 23 de setembro de 1543, mas sim duma das primeiras. Acontece que os governantes locais que o receberam não tinham ainda visto outros ocidentais e por isso reagiram dizendo-lhe que tinha sido o primeiro a chegar àquelas paragens. A chegada dos portugueses ao Japão foi muito celebrado, e perdura ainda na memória cultural japonesa, porque foi o episódio que permitiu a introdução das armas de fogo naquele país. O próprio Fernão Mendes Pinto insere-se nesse papel, descrevendo o espanto e o interesse do dito rei local (na verdade um daimio) quando viu um dos seus companheiros disparar uma espingarda enquanto caçava.
Em 1554, depois de libertar os seus escravos, vai para o Japão como noviço da Companhia de Jesus e como embaixador do vice-rei e governador D. Afonso de Noronha junto do daimyo de Bungo. Esta viagem constituiu um desencanto para ele, quer no que se refere ao comportamento do seu companheiro, quer no que respeita ao comportamento da própria Companhia. Desgostoso, abandona o noviciado e regressa a Portugal.
Com a ajuda do ex-governador da Índia Francisco Barreto, conseguiu arranjar documentos comprovativos dos sacrifícios realizados pela pátria, que lhe deram direito a uma tença, que nunca recebeu. Desiludido, foi para a sua Quinta de Palença, em Almada, onde se manteve até à morte e onde escreveu, entre 1570 e 1578, a obra que nos legou, a sua inimitável Peregrinação. Esta só viria a ser publicada 20 anos após a morte do autor, receando-se que o original tenha sofrido alterações às quais não seriam alheios os Jesuítas.
Deixou-nos um relato tão fantástico do que viveu (a Peregrinação, publicada postumamente em 1614), que durante muito tempo não se acreditou na sua veracidade; de tal modo que até se fazia um jocoso dito com o seu nome: Fernão Mentes Minto, ou então ainda: Fernão, mentes? Minto!.
Esta ideia de que o que contava era demasiado fantasioso para poder ter-lhe realmente acontecido parte do princípio que se pode julgar um texto do século XVI com os critérios de hoje, mas na verdade o texto é uma inestimável fonte de informação para conhecermos o que sucedia aos navegadores e aventureiros que íam a caminho do extremo-oriente nas caravelas portuguesas, mesmo que nem todas essas coisas tenham acontecido realmente a Fernão Mendes Pinto e que ele tenha compilado alguns relatos que ouviu as suas losicas.

## Análise do contexto de escrita dePeregrinação
Fernão Mendes Pinto fora contemporâneo do auge da expansão marítima portuguesa e da paradoxal decadência interna que assolava as terras lusitanas. Chegou a presenciar a unificação de Portugal com a Espanha sob o governo do Rei Filipe II de Espanha (1556-1598). A presença da Inquisição fez-se particularmente forte nesse período, promulgada por decreto papal do Papa Paulo III em 1536, um ano antes da partida do autor, e efetivada em 1547, sob a instância de D. João III de Portugal.
Em 1558, Fernão Mendes Pinto estabeleceu-se na Quinta de Vale do Rosal, situada na Charneca de Caparica, e acredita-se que foi na mesma que escreveu, entre 1569 e 1578, aquela que viria a tornar-se numa famosa obra literária: Peregrinação. O texto original foi deixado à Casa Pia dos Penitentes que só iria publicá-lo 31 anos após a morte de seu escritor. A tamanha demora na sua publicação é creditada ao temor do autor frente à Inquisição.
De facto, o temor de Fernão Mendes Pinto provou-se justificado uma vez que a versão impressa tem muitas frases apagadas e "corrigidas". Mais gritante ainda é o completo desaparecimento de referências a Companhia de Jesus, uma das mais activas congregações religiosas no Oriente, e que possuía claras relações com Fernão Mendes Pinto (pois fora membro da mesma anos antes da escrita da obra). O tamanho da obra também era um obstáculo considerável naquela época, ainda mais sem o auxílio financeiro de nenhuma instituição ou mecenas.
Independente disso, a Casa Pia submete os escritos de Pinto ao crivo da Inquisição, que o aprova em 1603, o mesmo ano em que o processo de análise se iniciou. Somente em 1614 o famoso editor Pedro Craesbeeck aceita a empreitada, ainda que o contexto da época não lhe fosse favorável. O livro, organizado por Frei Belchior Faria, fora publicado com o seguinte título (na íntegra e em português clássico):

"Peregrinaçam de Fernam Mendez Pinto em que da conta de muytas e muyto estranhas cousas que vio & ouvio no reyno da China, no da Tartaria, no de Sornau, que vulgarmente se chama de Sião, no de Calaminhan, no do Pegù, no de Martauão, & em outros muytos reynos & senhorios das partes Orientais, de que nestas nossas do Occidente ha muyto pouca ou nenhua noticia. E também da conta de muytos casos particulares que acontecerão assi a elle como a outras muytas pessoas. E no fim della trata brevemente de alguas cousas, & da morte do Santo Padre Francisco Xavier, unica luz & resplandor daquellas partes do Oriente, & reitor nellas universal da Companhia de Iesus."

Pesavam contra a obra o grande distanciamento temporal e as drásticas mudanças no cenário oriental que Fernão Mendes presenciara e o daquele momento, com as fortes presenças dos ingleses e holandeses na região. Além disso, seus escritos fariam concorrência com autores muito mais recentes e eruditos, como João de Barros, Luís Vaz de Camões e Fernão Lopes de Castanheda. A Peregrinação deixara de tratar de um assunto de momento para se tornar a descrição de um tempo passado.
Contrariando as expectativas, a Peregrinação torna-se um sucesso, recebendo 19 edições em seis línguas. Abrem-se imediatamente discussões a respeito da veracidade dos eventos narrados. Essa questão é trabalhada por autores como P. G. Adams, Mary Campbell, Maurice Collis e A. Pagden, não se limitando apenas à Peregrinação, mas abrangendo o género de relatos de viagem como um todo. Serão levantadas dúvidas e questões que resultarão numa delimitação mais profunda entre o registo histórico e a ficção.
Percebe-se com isso uma clara mudança nos referenciais da narrativa, não mais os mesmos pelos quais Mendes Pinto se pautava. Já não era mais suficiente para o leitor desse tempo a alegoria medieval. Ele agora exigia uma factualidade efectiva e comprovável, pois ele sentia-se estimulado a ir ver por conta própria essas terras desconhecidas e explorar suas riquezas. Nesse contexto, a precisão do testemunho ocular fazia-se fundamental.